# Stare Prażuchy
Stare Prażuchy – wieś w Polsce położona w województwie wielkopolskim, w powiecie kaliskim, w gminie Ceków-Kolonia.
W miejscowości znajduje się zrujnowany kościół ewangelicki w stylu neoklasycystycznym wzniesiony w 1833 oraz cmentarz ewangelicki.
| SIMC    | Nazwa   | Rodzaj    |
| ------- | ------- | --------- |
| 0195535 | Jezioro | część wsi |

W latach 1975–1998 miejscowość administracyjnie należała do województwa kaliskiego.